# Bufo wolongensis
Bufo wolongensis és una espècie d'amfibi de la família dels bufònids. Viu a la Xina. Aquesta espècie només es coneix de Wolong a la província de Sichuan, al voltant de 1.400 metres d'altitud. Es tracta d'una espècie terrestre i d'aigua dolça. El seu hàbitat natural són els boscos, i es reprodueix en rierols i estanys. No hi ha amenaces conegudes per a la supervivència d'aquesta espècie, ja que falta ser estudiat. La seva única zona coneguda es troba dins de la Reserva de la Biosfera de Wolong.